# 바르디아 습격
바르디아 습격(Bardia raid)은 1941년 4월 19일부터 4월 20일까지 제2차 세계 대전의 서부 사막 전역에서 일어난 전투이다.